# John Armoy Knox
John Armoy Knox (Armoy, 10 agosto 1851 – New York, 18 dicembre 1906) è stato uno scrittore e giornalista irlandese naturalizzato statunitense.
Nato in un piccolo villaggio della contea di Antrim, in Irlanda del Nord, nel 1871 emigrò negli Stati Uniti e si stabilì ad Austin, in Texas. Nel 1875 sposò Letitia McDonald e da lei ebbe tre figli. Nel 1881 insieme ad Alexander E. Sweet fondò il giornale Texas Siftings. In seguito si dedicò all'attività di scrittore e fu uno dei creatori del mito del cowboy.